# دولتو (مرکزی میرآباد)
دولتو، روستایی در دهستان ساوان بخش مرکزی شهرستان میرآباد در استان آذربایجان غربی ایران است.

## جمعیت
بر پایه سرشماری عمومی نفوس و مسکن در سال ۱۳۹۵، جمعیت این روستا برابر با ۸۳۴ نفر (۲۰۷ خانوار) بوده‌است.